# Cobb Memorial Library
Die Cobb Memorial Library ist eine historische Bibliothek in Truro im Bundesstaat Massachusetts der Vereinigten Staaten. Heute befindet sich dort das Stadtarchiv. Sie wurde 2013 in das National Register of Historic Places eingetragen.

## Allgemeine Beschreibung
Das einstöckige Gebäude wurde 1912 als Bungalow im Stil des American Arts and Crafts Movement errichtet und weist eher die Größe eines Wohnhauses als die einer Bibliothek auf. Es sticht besonders aufgrund seiner Dachkonstruktion, Zierelemente und seines überdachten Eingangsbereichs hervor. Das Dach bestand ursprünglich aus roten Lehmkacheln und die Wände waren mit Stuck verziert, jedoch wurden 1940 die Wände mit Holzschindeln und das Dach mit Schindeln aus Fiberglas neu gestaltet. Heute ist das Dach mit Asphaltschindeln gedeckt.
Bereits 1930 wurde der Uhrturm hinzugefügt, 1960 folgte die Errichtung eines rückwärtigen Anbaus zur Installation einer Toilettenanlage und eines Werkzeugraums. Der NRHP-Eintrag umfasst neben dem Gebäude noch drei weitere Contributing Properties: eine um das gesamte Grundstück verlaufende Betonmauer, eine Gedenkplakette und einen Fahnenmast.

## Architektur

### Außenbereiche
Das aus Holz errichtete Gebäude weist Außenabmessungen von 40 ft (12,2 m) mal 24 ft (7,3 m) auf und ist mit der Längsseite parallel zur Straße ausgerichtet. Die einstöckige, nach Westen ausgerichtete Bibliothek steht auf einem Betonfundament und verfügt über ein mit Asphaltschindeln gedecktes Giebeldach mit abgeschrägten Enden, dessen sichtbare Sparren teilweise durch ein modernes Dachrinnensystem verdeckt werden. Mittig auf dem Dach befindet sich ein vierseitiger, mit Kupferplatten verkleideter Uhrturm, der über ein pyramidenartiges Dach verfügt, das ebenfalls mit Kupferplatten gedeckt ist. Achteckige Uhren sind jeweils in die West-, Nord- und Südwand des Turms eingelassen. Auf der Turmspitze thront eine Wetterfahne. Auf der rückwärtigen Dachseite befindet sich ein aus Ziegelsteinen gemauerter Kamin.
Die Außenwände sind mit Holzschindeln verkleidet. Auf der westlichen Vorderseite des Gebäudes bildet das Dach eine Verlängerung über den im Fischgrätmuster gepflasterten Eingangsbereich, die von zwei Pilastern getragen wird. Die Säulen sind jeweils über eine hölzerne Sitzbank mit gleichartigen Pilastern an der Gebäudewand verbunden. Nördlich des Eingangs ist eine große Metallplatte mit der Beschriftung „Cobb-Memorial Library A.D. 1912“ angebracht, die von einem einfachen Holzrahmen umgeben ist. Südlich befindet sich ein dreigeteiltes Fenster, dessen Rahmen hervorsteht. Ebenso wie der Rahmen der Metallplatte wird auch der Fensterrahmen von Konsolen gestützt.

### Innenbereiche
Das Innere des Hauptteils besteht aus einem einzigen, in drei Teile (Zentralbereich mit Feuerstelle im Colonial-Revival-Stil sowie zwei unterschiedlich große Lesebereiche) untergliederten Raum und wird von einer bogenförmig gewölbten Decke überspannt. Die weiß gestrichenen Wände verfügen über eine umlaufende Stuhlschiene unterhalb der Fensterlinie, die Böden sind mit Tannenholzdielen bedeckt. Links neben der Feuerstelle führt eine Tür in den Anbau.

## Historische Bedeutung
Die Cobb Memorial Library war 1912 die erste öffentliche, von der Stadtverwaltung betriebene Bibliothek in Truro und bildete damit den Ausgangspunkt für die weitere Entwicklung des öffentlichen Bibliothekswesens der Stadt. 1999 wurde das nach seinem Stifter Elisha Wiley Cobb (1856–1928) benannte Gebäude zum Stadtarchiv umgewidmet. Aus architektonischer Sicht stellt es als einziges kommerzielles Gebäude in Truro ein sehr gut erhaltenes und zudem seltenes Beispiel für den Stil des American Arts and Crafts Movement dar, der insbesondere zwischen 1905 und 1920 in den Vereinigten Staaten sehr beliebt war.
Am 19. März 1912 kaufte Cobb ein Grundstück von Thannie Dyer im Stadtzentrum von Truro und ließ das Gebäude von einem nicht benannten Architekten konstruieren und bauen. Am 6. September desselben Jahres übereignete er das fertiggestellte Bauwerk samt Grundstück im Gedenken an seine Eltern an die Stadt mit der Auflage, es zukünftig als Bibliothek zu nutzen, und stellte für ihren Betrieb weitere Finanzmittel bereit. Am 31. August 1912 wurde die Bibliothek eingeweiht und der Öffentlichkeit zugänglich gemacht.
1913 beauftragte die Stadt Charles W. Snow mit dem Bau einer Betonmauer um das gesamte Grundstück. Dort, wo die Mauer mit dem Treppenaufgang zusammentrifft, erhebt sie sich zu niedrigen Pfeilern, die nach oben mit einer Halbkugel abschließen, die er mit Hilfe von Lampenschirmen aus seinem Haus formte. Straßenseitig wies die Mauer geometrische Verzierungen im Art-déco-Stil auf.
1914 enthielt der Bibliotheksbestand 4689 Bücher, wovon 4526 bereits ausgeliehen worden waren. 1916 erhielt die Bibliothek ein Porträt von Shebnah Rich, das heute im Highland House zu sehen ist. Rich stammte aus Truro, arbeitete unter anderem als Schriftsteller und war Mitglied der New England Historic Genealogical Society. Anlässlich des Labor Day 1917 stiftete Elisha Cobb einen Fahnenmast, der auf dem Grundstück aufgestellt wurde. 1929 schenkte seine Tochter Nellie der Bibliothek ein Porträt ihres Vaters, das heute ebenfalls im Highland House ausgestellt ist. 1930 finanzierte sie gemeinsam mit ihrem Ehemann die Errichtung des Uhrenturms auf dem Gebäude und schenkte zugleich dem Rathaus der Stadt ein Glockenspiel, dessen Läuten durch einen Impuls der neuen Bibliotheksuhr angeregt wurde. Eine ebenfalls von ihr gestiftete, in einen Stein eingelassene Bronzeplakette erinnert an diese Geschenke und wurde nördlich des Treppenaufgangs am Eingang der Bibliothek aufgestellt.
1955 stellte die Stadtverwaltung 1500 US-Dollar (heute ca. 17.600 Dollar) zur Verfügung, um den elektromagnetischen Mechanismus im Uhrturm, der für einen Feuerausbruch verantwortlich gemacht wurde und zudem mutmaßlich den Fernsehempfang in der Umgebung störte, durch ein mechanisches System auszutauschen. 1959 ermöglichte eine Spende der Eheleute Magee die Errichtung einer Annahmebox für Bücher außerhalb der Geschäftszeiten, die jedoch heute nicht mehr existiert. Die Stadtverwaltung genehmigte 1959 Finanzmittel in Höhe von 3300 Dollar (heute ca. 35.500 Dollar) zur Errichtung eines Anbaus mit einer Grundfläche von 9 ft (2,7 m) mal 20 ft (6,1 m), der Anfang 1960 fertiggestellt werden konnte und in dem Lager- und bislang fehlende Toilettenräume untergebracht wurden.
1999 wurde in North Truro eine neue Bibliothek errichtet, da die Cobb Memorial Library aufgrund von steigenden Bevölkerungszahlen und wachsendem Buchbestand zu klein geworden war. Das Gebäude wurde daraufhin als Archiv für Karten und Dokumente der Truro Historical Society genutzt, jedoch erst 2009 renoviert und formal zum Stadtarchiv umgewidmet.